# 아키디아누스 암비발렌스
아키디아누스 암비발렌스는 아키디아누스속에 속하는 한 종이다.